# الدوري الإيطالي لكرة السلة الدرجة الثانية 2016–17
الدوري الإيطالي لكرة السلة الدرجة الثانية 2016–17 (بالإيطالية: Serie A2 2016-2017)‏ هو موسم من الدوري الإيطالي لكرة السلة الدرجة الثانية. فاز فيه فيرتوس بالاكانسترو بولونيا.